# Papoušík etiopský
Papoušík etiopský, neboli agapornis etiopský (Agapornis taranta), je převážně zeleně zbarvený pták z řádu papoušků z rodu papoušík (Agapornis). S délkou těla 16,5 cm je největší ze všech žijících druhů agapornisů. Samce lze od samice lehce rozpoznat díky výrazně červenému čelu, které samice nemají. Volně se vyskytují pouze v Etiopii a Eritreji a jedná se o jednoho z méně častých agapornisů v chovu. Lidově se jim v Česku říká i tarantíci.

## Popis

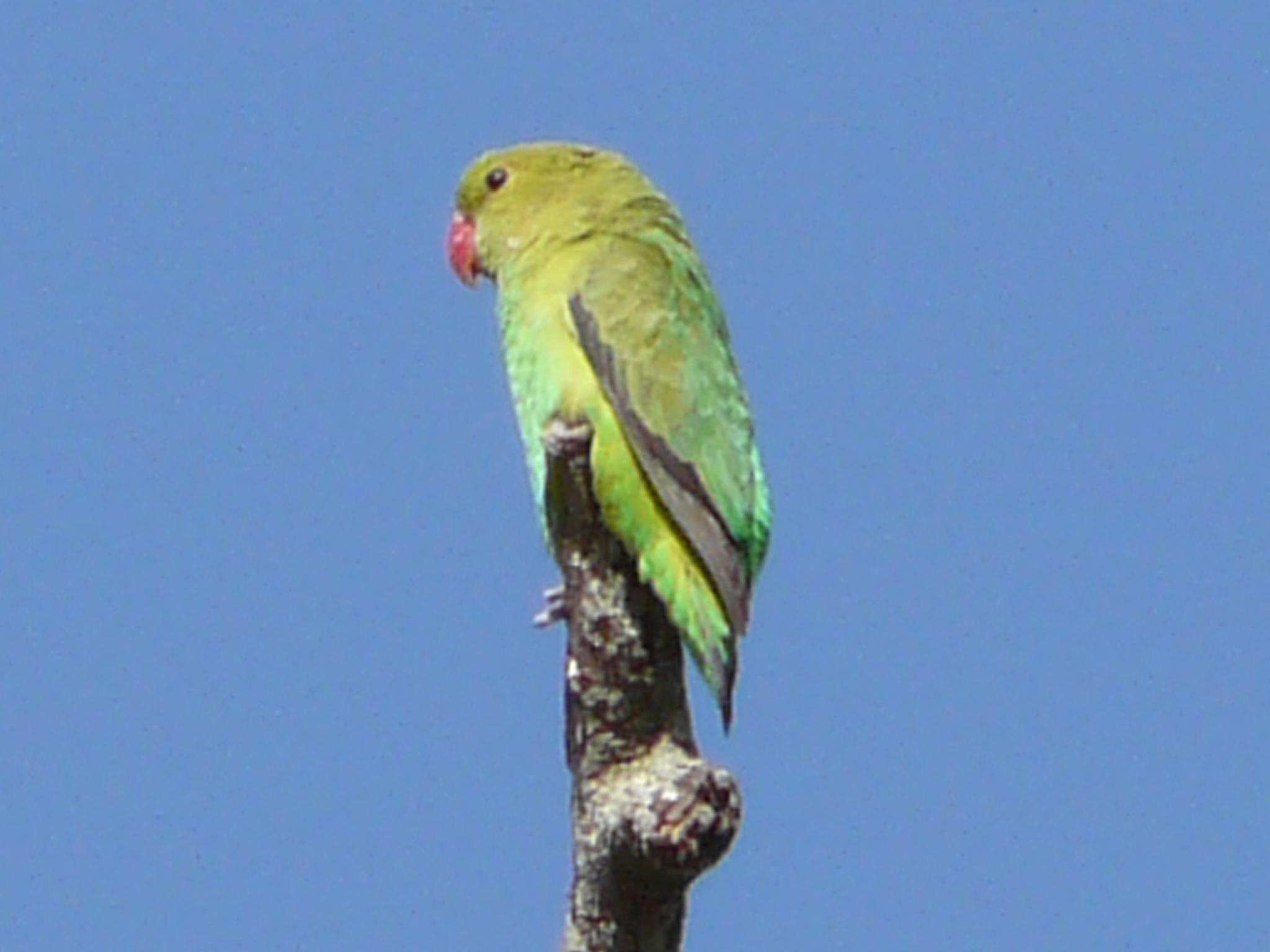
Volně žijící samička v Etiopii

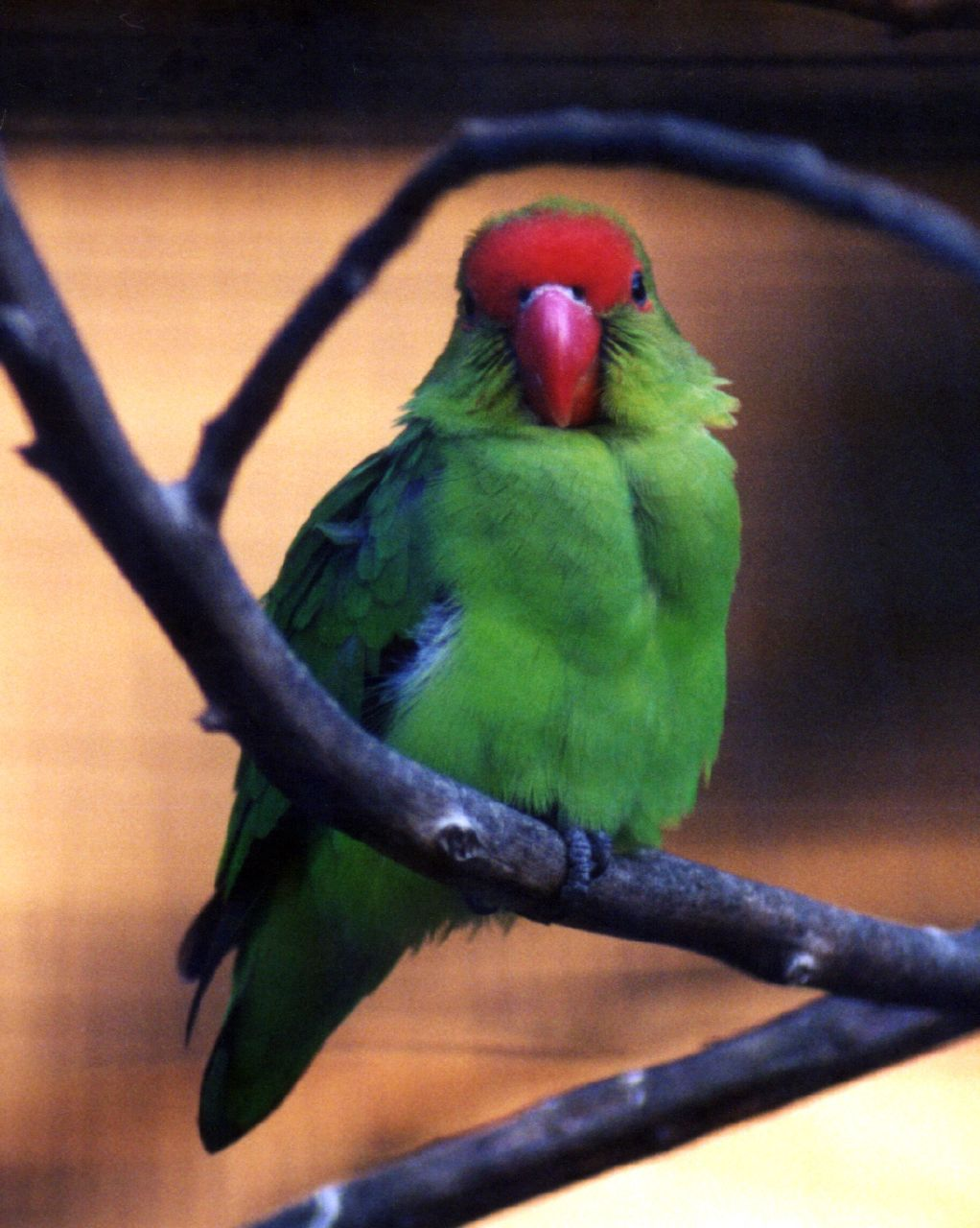
Sameček v zoo v San Diegu

Agapornis etiopský je s délkou těla okolo 16 cm největším ze všech agapornisů. Také u něj, na rozdíl od většiny z agapornisů, lze snadno určit pohlaví; jedná se druh s výrazným pohlavním dimorfismem. Dimorfismus se projeví u mladých ptáků již po prvním přepeření, kdy se u samečků ukáže výrazně červené čelo, které samičky nemají. Hmotnost se pohybuje mezi 57 a 63 g. Zbytek těla je zářivě světle zelený, peří na křídlech bývá tmavší a méně nápadité. Nohy jsou drobné, šedé barvy, zobák je zářivě narůžovělý až červený. Oči jsou kulaté, téměř celé černé s modrými duhovkami.
Stejně jako jiní agapornisové, i tento je, i když spíše vzácně, k vidění jako okrasný pták. Po dlouhodobém šlechtění vzniklo i několik mutací, jako jsou například olivová, tmavý faktor, místy, bronzově plavá či bledě plavá.
Co se týče vyhledávaných biotopů, pak agapornisové etiopští vyhledávají vysoké pláně a horské oblasti Eritreje a Etiopie.

## Ekologie
Agapornisové etiopští se ve volné přírodě živí semeny, kukuřicí, jablky nebo fíky. Běžně hnízdí ve stromových dutinách. Do dutiny vystlané peřím, které si samička sama ze svého břicha vytrhá, naklade tři až čtyři čistě bílá vejce, která následně inkubuje po dobu asi 23 dní. Do 45 dnů po vylíhnutí jsou mláďata plně opeřená.

## Chov v zajetí
Agapornisové etiopští jsou vhodní jako klecoví ptáci z mnoha důvodů, jedním z nich je i jejich klidná povaha. Jedná se o schopné rodiče, chůvičky jsou nutné jen ve velmi zvláštních případech. Problémy ale bývají s vytrháváním peří. Toto chování je typické pro klecové ptáky, kteří zažívají stres nebo jiné psychické problémy. Na rozdíl od jiných klecových ptáků jsou tito papoušci tišší.
K hnízdění v zajetí jim stačí budka se dvěma komorami; jednou předsíní, sloužící jako vletová komora, a druhou předsíní, kde může samice nerušeně hnízdit. Ještě před začátkem doby hnízdění je vhodné od sebe oddělit jednotlivé páry, držet více párů v jedné voliéře v době hnízdění není z důvodu jejich zdraví příliš vhodné.

## Taxonomie a status
Druh agapornis etiopský byl poprvé popsán britským hrabětem Edwardem Smith-Stanleyem v roce 1814. Rod agapornis je rod zahrnující devět druhů ptáků, které spojuje jak pestré zbarvení peří, tak sociální chování. Druh netvoří žádné poddruhy a jelikož se jedná o poměrně hojného ptáka se stabilní populací, dle IUCN je klasifikován jako málo dotčený taxon, není tedy chráněn.